# ロスト・ワールド -ジュラシック・パーク2-
『ロスト・ワールド -ジュラシック・パーク2-』（The Lost World）は、1995年に出版されたマイケル・クライトンによる小説で、『ジュラシック・パーク』の続編。クライトンが自著の続編を書いたのは本作が初である。
スティーヴン・スピルバーグが『ロスト・ワールド/ジュラシック・パーク』として映画化しているが、内容は大きく異なる。

## 概要
タイトルの表記は恐竜の世界へと迷い込むアーサー・コナン・ドイル原作の『失われた世界』を意図的に意識してロストワールドとタイトルが付いた。
主人公は、前作のアラン・グラント博士から代わって、数学者のイアン・マルコム。
舞台は、前作の舞台イスラ・ヌブラルの近くにあるサイトBと呼ばれる島。ジュラシックパーク開園まで恐竜復活・飼育の研究施設があった場所という設定である。
生物の進化や、絶滅に関する本作独自の仮説をたてて物語が進む点は、映画版と大きく異なる特徴だといえる。

## 前作との差異
- マルコムは、前作ではティラノサウルスに襲われた怪我がもとで死亡し（コスタリカ政府がマルコムの埋葬を許可しないという描写がある）、その後パーク（というよりイスラ・ヌブラル全体）はコスタリカ軍の空爆で焼却されている（マルコムがヘリに搬送された描写はない）。しかし本作では、実はこのときマルコムもヘリで運び出され、病院で奇跡的に蘇生したことになっている（確かに前作では昏睡状態になったところまでしか描写がないので、話がつながらないこともない）。
- 前作のラストでは、パーク関係の生存者（グラント博士ら）は口封じのため、一生軟禁生活が続くことを示唆するような台詞があったが、本作では特殊な取引で釈放されたことになっている（ただしマルコム以外の人物は直接登場しない）。
- 前作ではわずかに登場するだけだったマーティン・ギティエレス博士が、キーパーソンの一人になっている。
- 本作に登場する動物行動学者サラが、前作に登場した獣医師ハーディングの娘である可能性が窺える台詞も存在する。
- 特殊な能力で獲物を追いつめるカルノタウルスや、死骸のみ登場するオルニトレステス、そして前作から引き続き登場のヴェロキラプトルは、体色がイグアナのようなグリーンに縞模様の保護色になっている。

## 登場人物
イアン・マルコム
第1作に登場した数学者。前作での浮ついた性格は鳴りを潜めており、主人公らしい勇敢で真面目な性格が強くなっている。前作中盤のT-レックスの襲撃によって重傷を負い、そのまま意識を失って死亡したかのように見えたが、軍によって回収され奇跡的に一命を取り留めた。足の怪我の後遺症で杖を突いているが、それが一層苦行者としてのイメージを強めている。
勤務先のサンタフェ研究所にやってきたレヴィンに、インジェン社の恐竜が生き残っているとされる極秘施設「サイトB」を探し出そうと協力を要請される。最初は嫌々だったが、一度滅んだ動物の閉鎖的な生態システムがカオス理論の絶滅現象への応用になるのではないかと考え始め、次第に興味を抱いた。そのため、レヴィンが一足先に島へ向かったときには悔しそうにしていた。
齢を重ねたのか、本作では前作に比べ軽口よりも説教をする割合が多い。特に恐竜の行動に対してわかったような口を利くレヴィンには皮肉が利いたきつい言葉を浴びせる。今回もまたトレーラーの事故で負傷してしまい、薄らぐ意識で極限状況下における場違いな哲学的説教をはじめてしまった。マルコムがサイトBで確かめたかった仮説とは、恐竜の絶滅は一部の集団の些細な行動の変化が、異なる集団や環境に連鎖、波及して、影響が拡大していき絶滅と言う大きな結果に結びついたものであると言うものだったのだが、その説の詳細は結局作中では明らかにならなかった。今回のキーワードはカオスの縁理論である。
恐竜の島に対して恐怖感を抱き、娘の身を第一に案じる映画版とは、大きく異なっているキャラクターとして描かれている。愛車はくたびれたフォードのセダン。
リチャード・レヴィン
衝動的で自己尊大的な古生物学者。コスタリカの海岸でオルニトレステスの死体を発見した後、現地ガイドと共に最も早くソルナ島に乗り込む。同世代では「世界最高の古生物学者」とされているが、他の学者の理論を馬鹿にしたように批判するので「名うての嫌われ者」とも言われている。その傲慢な態度は、前作に登場したアラン・グラントが唱えた、ティラノサウルスに母性があるという説を「大馬鹿な理論」と切り捨て、マルコムの講演にも横槍を入れたほど。
元は有名玩具メーカー経営者の御曹司で、自分の思うとおりに物事が進まないとイライラしたり、子どもっぽい我侭を言ったりするのは、裕福な家庭で甘やかされて育ったからであるようである。また弩がつく神経質で自宅は生活感が一切なく、まるで博物館のようらしい。この性格は、大雑把に物事の全体像を捉えるマルコムとは全く逆で「神は細部にいる」としてたびたび意見が衝突している（マルコムの神は過程に存在すると言っている）。なお、口癖は「自明の事」。愛車は赤いフェラーリ。
小説版におけるメインキャラクターだが、映画版には登場していない。これは、ロスト・ワールドの映画版製作の決定を受けてから小説が執筆されたため。
サラ・ハーディング
ケニアで主にハイエナを研究していた若い動物行動学者。レヴィンには「動物の糞をつつくことが研究だと思っていやがる」と馬鹿にされていたが、物語後半では実際に「生きた動物」を相手にしていた彼女が最も勇敢でに活躍し、机上の理論だけで極限状態には役に立たないレヴィンと対比して描かれた。勇猛な人物であり、ラプトルとカルノタウルスを撃退した。
捕食者の割合が異常に多いソルナ島の生態系に疑念を持ち、結局遅かれ早かれ島内の恐竜の食物連鎖のバランスは崩壊してしまうと言う結論を出した。
映画版ではマルカムの恋人。
ジャック・ソーン（ドック）
元はスタンフォード大学の工学博士だったが、現在はフィールド探検用の特殊車両及び装備を設計・開発する「ソーン・フィールド・システムズ」という会社を経営している。本人曰く「昔はものを考えていたが、今はものを作っている」。
調査隊のメンバーでは彼が一番の常識人（最年長）で、サラと同じく理論より現実に重きを置く研究者である（反面、工学博士時代にはかなりの難問を講義の受講生に出していたようだが、作中ではティラノサウルスの仔の骨折した大腿骨接合用ギプスの作成の際、逆に難題を突きつけられて自分が悩まされるという場面も出てくる）。こういった職人気質で人情味ある技術者は、同じくクライトン作品の『エア・フレーム-機体-』にも登場する。
「歴史を知らずして科学を語るな」という思想は前作のマルコムと共通している。
映画版には登場しない。代わりにエディが、ソーンに似たポジションにおかれており、トレーラーの滑落を止めようとする活躍が共通している。
エディ・カー
ソーンの片腕と言ってもいいほどの、有能な助手で20歳代の青年。デリーシティ出身。メカニックの才能は師匠を凌駕しており、どんな機械の仕組みも把握して修理してしまうその才能から、彼に天才と認められている。島内では機械を修理できるエディは自分よりも重要であるとして、危険な救出活動などはソーンが自ら赴いた。しかしエディ本人はとても正義感のある青年で、ソーンにたびたび同行しようとした。
根っからの都会派であり、文明のない場所では不安で仕方がない。その念には念をという性格が、後にアービーをラプトルから守る頑丈な檻や、電気自動車のバックアップエンジンなど、後々役に立つ装備を生み出した。2人の子どもと、レヴィンを守るため、ラプトルと戦って命を落とす。
映画版にも、精密機械のプロフェッショナルとして登場するが、こちらは中年になっている。
アーヴィー・ベントン
CIAをハッキングするほどコンピューターに詳しい黒人の中学生。ケリーと共にレヴィンの助手をしている。レヴィンが中学生を助手にしたのは、レヴィンを監視するバイオシンが雇った探偵から、サイトBの情報を守るためである。
いわゆる天才児で学校では浮いた存在で気も小さいが、ソーンなどには可愛がられており、電子の世界では自信に満ち溢れ強気になる。母親は美人な産婦人科医で幸せな家庭で生まれ育った。「学者に好かれる賢い子ども」というキャラスケッチはクライトンが好きなのか、前作にも共通している。
ケリー・カーティス
背の高い白人の女の子。女子なのに数学が得意なことをコンプレックスに思っている。クラスメイトにはガリ勉と馬鹿にされていて、同じく理数系のアービーとは腐れ縁。家庭環境が多少複雑で貧しく、アービーの家庭が裕福なのが気に障るらしい。サラの大ファンで彼女を英雄視している。また恐竜も好きで生のティラノサウルスを見て当初はしゃいでいた。最終的に調査隊一行をラプトルの牙から救ったのは彼女である。映画版ではマルコムの娘で、黒人である。
ルイス・ドジスン
前回のリベンジをかけ、恐竜が生き残っている島を探し出そうと画策するバイオシン・コーポレーションの遺伝学者。今回は自らも現地に赴き、「胚なんてけちくさい物」でなく恐竜の卵を直接狙う。悪役ぶりは前作以上にパワーアップしており殺人未遂も犯している。彼の度胸は半端でなく、よせばいいのにティラノサウルスの卵も躊躇せずに狙う。結局その度胸があだになった。
ハワード・キング
ハンサムなバイオシン・コーポレーション社員。有能な研究員だったが、人生に恵まれずドジスンの部下に成り下がる。ドジスンの強引なやり方に不満はあるが、典型的なナンバー2タイプらしく、文句が言えない。性格や役どころが前作のヘンリー・ウーと似ている。
ジョージ・ベイゼルトン
著名な生物学者。マスコミ慣れしているいわゆるテレビ学者で、ジュラシック・パークの存在を世間から闇に葬るのに一役買った人物。ティラノサウルスは動くものが見えないと言う学説を信じたが、今回のティラノサウルスはなぜか襲ってきた。悪食。
マーティン・ギティエレス
1989年のインジェン事件の一部始終を知るコスタリカのフィールド生物学者。前作からのキャラクターはマルコム、ドジスンと彼のみで、前作では冒頭の咬傷事件のシーンとエピローグで登場。レヴィンの知人でもあるが、当局から緘口令が敷かれているので、コスタリカ沖の異形の死体の正体については言葉を濁した。
エリザベス・ジェルマン
サンフランシスコ動物園の女性職員。マルコムが異形の死体の組織の分析を依頼した人物。この分析結果を見る限り異形の死体の正体は、レヴィンがいうオルニトレステスでなく、前作に登場した体色が変わる野生化したラプトルのようである。
エド・ジェイムズ
ドジスンが雇った探偵。サイトBに関する情報を集めるため、レヴィンの行動を監視する。アービーたちがレヴィンの助手であることを見抜けなかったり、どこか抜けていて、ドジスンにきつくなじられた。
ディエゴ
ソルナ島出身の現地ガイド。屈強なコスタリカ人でレヴィンが島の絶壁を越える手助けをした。謎の恐竜（後にカルノタウルスだとレヴィンは確信した）に襲われる。

## 登場する恐竜
- ティラノサウルス
- マイアサウラ
- パキケファロサウルス
- プロコンプソグナトゥス
- アパトサウルス
- ステゴサウルス
- トリケラトプス
- パラサウロロフス
- ヴェロキラプトル
- カルノタウルス

この他、ヒプシロフォドンやオルニトレステス、ムスサウルスなど。